# Charles Washington Baird
Charles Washington Baird (Princeton, 28 de agosto de 1828 — Nova Iorque, 10 de fevereiro de 1887) foi um ministro presbiteriano e historiador norte-americano.

## Biografia
Charles Washington foi o segundo filho de Robert Baird (1798-1863), um pregador presbiteriano e escritor, mestre da escola latina em Princeton, Nova Jersey. Foi para a Europa em 1835 com o seu pai, quando este representou a Sociedade Evangélica Estrangeira, cuja missão era a de apoiar a causa protestante nos países católicos da Europa.
Retornou para os Estados Unidos para sua educação formal frequentando a faculdade na Universidade de Nova Iorque e o Seminário Teológico da União em Nova Iorque em 1852. De 1852 a 1854 foi capelão na Embaixada dos Estados Unidos em Roma, seguindo os passos de seu pai, a preocupação expressa pela causa protestante no continente europeu. Em 1854-1855, foi agente da União Cristã Americana e Estrangeira em Nova Iorque.

## Pastor e escritor
Baird passou o ano de 1855, com apenas 27 anos de idade, engajado no trabalho de escrever "Eutaxia, ou as Liturgias Presbiterianas: Esboços Históricos", que foi inicialmente publicado anonimamente (embora evidentemente a maioria dos revisores estava ciente da autoria do livro). Seguiu-se depois, em 1857, o "Um Livro de Oração Pública, Compilado dos formulários autorizados da Igreja Presbiteriana, Conforme Preparado pelos Reformadores Calvin, Knox, Bucer e Outros".
Charles Baird ministrou primeiramente como pastor da Igreja Reformada na América em Bergen Hill, Brooklyn, de 1859 até 1861, e então na igreja presbiteriana em Rye, Nova Iorque, de 1861 até sua morte em 1887, esteve também profundamente interessado na história dos huguenotes, e publicou uma obra acadêmica intitulada "A História da Emigração Huguenote para a América" (2 volumes, 1885), deixada inacabada devido sua morte.

## Obras
- Eutaxia, or the Presbyterian Liturgies: Historical Sketches. Nova Iorque: M.W. Dodd, 1855.
- A Book of Public Prayer. Nova Iorque: Charles Scribner, 1857.
- History of Bedford Church: discourse delivered at the celebration of the two hundredth anniversary of the founding of the Presbyterian Church of Bedford, Westchester Co., New York, March 22d, 1881 / Nova Iorque: Dodd, Mead, 1882
- History of the Huguenot emigration to America, Vol. 1 and Vol. 2. Nova Iorque, Dodd, Mead & Company [1885]